# 聖菲 (密蘇里州)
聖菲（英語：Santa Fe）是位於美國密蘇里州門羅縣的非建制地區。

## 歷史
聖菲的郵局自1854年營運至今。

## 地理
聖菲所處的海拔為高於海平面218米（即715英呎），而該地所採用的時區為UTC-6，即北美中部時區（CST）。同時該地設有夏令時間，為UTC-6調快一小時，即UTC-5（CDT）。